# Punta de la Devesa (la Sénia)
|  | Aquest article tracta sobre la Punta de la Devesa de la Sénia. Vegeu-ne altres significats a «Punta de la Devesa (Cervià de les Garrigues)». |

La Punta de la Devesa és una muntanya de 1.316 metres que es troba al municipi de la Sénia, a la comarca catalana del Montsià.